# عباس أحمد هادي
عباس بن أحمد هادي هو مهندس سعودي وعضو في مجلس الشورى السعودي منذ أن تم تعيينه بأمر ملكي في 3 ربيع الأول، 1438هـ الموافق لـ2 ديسمبر 2016م. درس عباس هادي بكالوريوس هندسة ميكانيكية من جامعة الملك فهد للبترول والمعادن. وشغل عدة مناصب في شركة أرامكو السعودية.

## الحياة المهنية
- مهندس ومشرف على عدة إدارات في مصفاة ينبع التابعة لشركة أرامكو السعودية 1407 - 1422هـ
- ناظر الهندسة في مصفاة ينبع في أرامكو السعودية - اعتباراً من 1425هـ إلى 1432هـ
- ناظر الصيانة في مصفاة الرياض في أرامكو السعودية – اعتباراً من 1425هـ إلى 1432هـ
- مدير صيانة مصفاة رأس تنورة في أرامكو السعودية – اعتباراً من 1431هـ إلى 1431هـ
- مستشار لوزير الإسكان بوزارة الإسكان – اعتباراً من 1432هـ إلى 1436هـ
- نائب وزير الإسكان بوزارة الإسكان اعتباراً من 27/6/1433هـ إلى 25/4/1436هـ
- عضو مجلس الشورى 1436هـ[2]

## ندوات ومؤتمرات
- رئيس وفد المملكة لمؤتمر البنية التحتية لدول آسيا في سيئول[2]
- رئيس وفد المملكة لمؤتمر الإسكان لدول آسيا في سنغافورة
- المؤتمر السنوي للسلامة الصناعية بأمستردام
- مؤتمر تكرير المنتجات النفطية في برشلونة
- الاتصال الفعال والتعامل مع وسائل الإعلام البحرين
- مؤتمر النفط والغاز في دبي

## عضويات المجالس واللجان
- عضو اللجنة الإدارية لمركز ترشيد الطاقة[2]
- عضو لجنة تطوير المناطق العشوائية بمنطقة مكة المكرمة
- عضو لجنة تطوير وسط مدينة الرياض[2]

## وصلات خارجية
- موقع مجلس الشورى السعودي الرسمي.
- معرض صور مجلس الشورى السعودي[وصلة مكسورة].